# Atelopus bomolochos
Atelopus bomolochos és una espècie d'amfibi que viu a l'Equador.
Es troba amenaçada d'extinció per la pèrdua del seu hàbitat natural.